# Galven
Galven är en by i Ovanåkers kommun i Hälsingland. Byn ligger på Alfta norra finnskog vid Galvsjöns stränder och c:a en mil från Arbrå i Bollnäs kommun. 

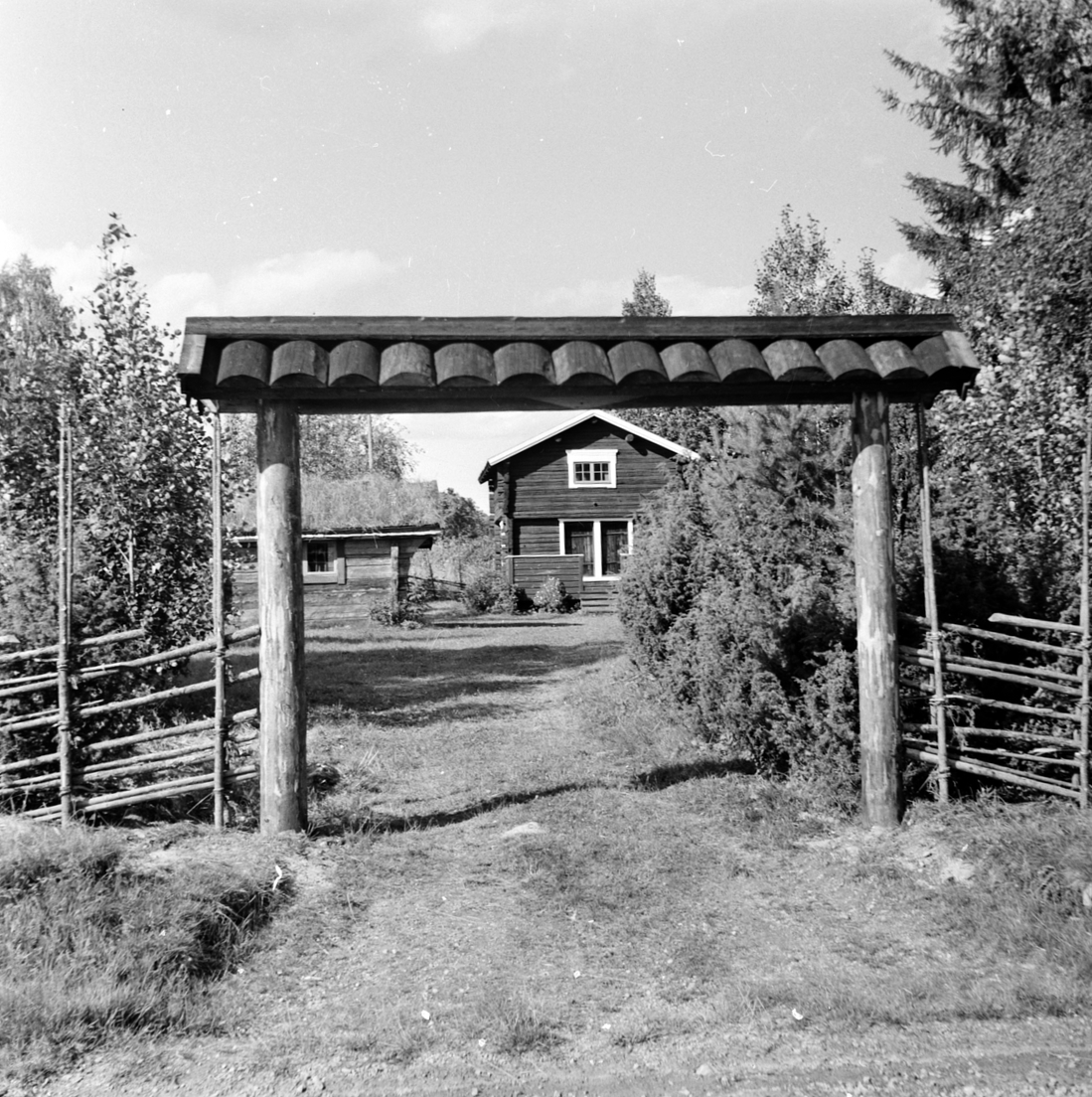
Nedanför Månses, Galven, i juli 1971.

Det som idag är Galvens bygdegård var innan det byns skola och byggdes mellan åren 1921 och 1923. Alfta kommun ägde byggnaden fram till 1973 när den nystartade bygdegårdsföreningen tog över.
De första skogsfinska invandrarna bosatte sig vid Galvsjöns västra eller nordvästra ände och från år 1728 finns "Finnarnes Qwarn" identifierad som troligen ortens äldsta lämning. Kvarnen finns omtalad redan 1639 men det var då oklart var den exakt låg. Kvarnen kom senare under 1800-talet att heta "GalfQvarn".
Inom Hälsinglands folkmusiktradition är Galven ett område där den ålderdomliga spelstilen bevarats bäst, exempelvis i den äldre stråkteknik som kallas Galvstråk. Hälsingespelmannen Olles Jonke var från Galven och även hälsingespelmännen Lillback Anders Olsson,  Lillback Olof Olsson och Lillback Per Olsson som alla verkade i hans krets. 
Många kända hus runt omkring eller i byn är bland annat Mats-Ers, Hans-Ers, Anders-Ers, Anders-Jons, Ersk-Ers, Månses och såklart bygdegården. 
Galven har en väldigt stor och bra badplats, en plats i Galvsjön. Platsen kallas för Stor Badet eller Stor Baden som är helt gratis att besöka och bada i. Mindre badstränder finns nedanför bygdegården och ca 500 m öster om bygdegården.